# Roddenberryus kirk
Roddenberryus kirk (лат.) — вид мелких пауков рода Roddenberryus из семейства Caponiidae. Центральная Америка: Коста-Рика (провинции Guanacaste и San Jose). Название связано с Джеймсом Тибериусом Кирком, вымышленным персонажем вселенной «Звездного пути», служившим на борту звездолета USS Энтерпрайз в качестве капитана, которого в оригинальном сериале играл канадский актер Уильям Шетнер.

## Описание
Длина самца около 5 мм, самки — 14 мм. Карапакс оранжевый. Хелицеры, пальпы, эндиты, лабиум, стернеум, ноги, тазики и трохантеры бледно-оранжевые. Брюшко бледно-серое, у самца с дорсальным и вентральным рисунком из нескольких темно-серых пятен (у самки без дорсального рисунка). В 2023 году вид вместе с таксонами Roddenberryus pelegrina, Roddenberryus mccoy, Roddenberryus sargi и Roddenberryus spock был включён в состав отдельного нового рода Roddenberryus Sánchez-Ruiz & Bonaldo, 2023.